# Tencent Games
Tencent Games (Tiếng Trung: 腾讯 游戏; bính âm: Téngxùn Yóuxì) là bộ phận giữ và xuất bản trò chơi điện tử của Tencent Interactive Entertainment, Tencent Games là công ty con của tập đoàn Tencent Trung Quốc. Tencent Games được thành lập từ năm 2003 để tập trung vào trò chơi trực tuyến. Đến tháng 8 năm 2018, trở thành công ty video games lớn nhất trên thế giới.
Vào năm 2021, công ty đã ra mắt thương hiệu quốc tế Level Infinite, với văn phòng vận hành chính được đặt tại Singapore.

## Lịch sử
Tencent Games đã phát hành tựa game đầu tiên của mình với cái tên QQ Tang (QQ堂) vào năm 2004, dựa trên nền tảng truyền thông xã hội QQ. Ngay sau đó là các trò chơi biến thể của QQ như Dungeon Fighter Online, một trò chơi chiến đấu trực tuyến cuộn cảnh màn hình ngang; QQ Fantasy, một trò chơi trực tuyến 2D kết hợp các yếu tố từ thần thoại Trung Quốc; Xunxian, một tựa game 3D RPG, trực tuyến; QQ Sanguo, một trò chơi nhập vai thông thường trực tuyến lấy bối cảnh thời Tam Quốc; QQ Huaxia, một trò chơi RPG; QQ Dancer, một trò chơi khiêu vũ âm nhạc trực tuyến cung cấp tính tương tác QQ IM; QQ Nanaimo, một trò chơi trực tuyến lấy bối cảnh trên một hòn đảo sa mạc, nơi người chơi sẽ có nhà cửa và vật nuôi; QQ Speed, một trò chơi đua xe trực tuyến thông thường; QQ R2Beat, một trò chơi trượt băng trực tuyến; QQ Tang, một "trò chơi thông thường nâng cao" với lối chơi bắt nguồn từ văn học Trung Quốc; QQ PET, trò chơi nuôi thú ảo trên máy tính để bàn dựa trên QQ IM. Vào tháng 8 năm 2013, Tencent Games đã xuất bản Smite của Hi-Rez Studios tại Trung Quốc Đại lục.
Tencent dần dần chuyển sang chơi game trên thiết bị di động vào năm 2013. Một trung tâm trò chơi với cơ sở người dùng trò chơi di động khá lớn đã được ra mắt bởi Mobile QQ và WeChat trong những năm sau đó. Để trở thành công ty trò chơi trực tuyến lớn nhất thế giới, công ty tập trung vào thị trường trò chơi toàn cầu, đầu tư hoặc mua mạnh các công ty trò chơi nước ngoài.
Vào năm 2015, Tencent Games đã phát hành trò chơi đấu trường trực tuyến nhiều người chơi Vương giả vinh diệu (王者荣耀) dành riêng cho thị trường Trung Quốc Đại lục được phát triển bởi bộ phận L1 của TiMi Studio Group và đến năm 2017 đây vừa là trò chơi phổ biến nhất và có doanh thu cao nhất mọi thời đại vừa là ứng dụng được tải xuống nhiều nhất trên toàn cầu. Tencent Games cũng đã phát hành, dưới thương hiệu Level Infinite, phiên bản quốc tế của Vương giả vinh diệu với tên Liên quân Mobile vào năm 2017. Năm 2011, Tencent Games bắt đầu lưu trữ các trò chơi nhiều người chơi trực tuyến như Call of Duty Online, bao gồm các tựa game Call of Duty trước đó có thêm nội dung, cũng như Liên Minh Huyền Thoại. Tencent Games sở hữu một phần các trò chơi battle royale như Fortnite và sở hữu hoàn toàn Ring of Elysium.

## Quyền sở hữu

### Phần lớn
- Grinding Gear Games (80%)[19]
- Miniclip (cổ phần đa số không được tiết lộ)[20]
- Riot Games (100%)[21]
- Supercell (84.3%)[22]

### Phần nhỏ
- 4:33 Creative Lab (cổ phần đa số không được tiết lộ)[23]
- Activision Blizzard (cổ phần đa số không được tiết lộ)[24]
- Bluehole (1.5%)[25]
- CJ Games (28%)[26]
- Epic Games (40%)[27]
- FireForge Games (37%)[28]
- Frontier Developments (9%)[29]
- Glu Mobile (14.6%)[30]
- Milky Tea (cổ phần đa số không được tiết lộ)[31]
- Netmarble Games (22%)[32]
- Ourpalm (2%)[33]
- Paradox Interactive (5%)[34]
- Pati Games (20%)[35]
- Pocket Gems (38%)[36]
- Robot Entertainment (cổ phần đa số không được tiết lộ)[37]
- Ubisoft (5%)[38]
- Seasun Games (9.9%)[39]
- Shanda (cổ phần đa số không được tiết lộ)[40]

## Trò chơi đáng chú ý
- Alliance of Valiant Arms
- ArcheAge
- Arena of Valor
- CrossFire
- Dungeon Fighter Online
- League of Legends
- PlayerUnknown's Battlegrounds Mobile
- Wangzhe Rongyao
- Pokémon Unite